# Световен ден на дивата природа
Световен ден на дивата природа (World Wildlife Day) се отбелязва всяка година на 3 март, от 2014 г. насам. 
На 3 март е подписана Конвенцията за международна търговия със застрашени видове от дивата фауна и флора (CITES), а Общото събрание на ООН обяви датата за Световен ден на дивата природа на 20 декември 2013 г. 